# Redoute de Chaudeney
 (février 2008).
 (octobre 2024).
Si vous disposez d'ouvrages ou d'articles de référence ou si vous connaissez des sites web de qualité traitant du thème abordé ici, merci de compléter l'article en donnant les références utiles à sa vérifiabilité et en les liant à la section « Notes et références ».
La redoute de Chaudeney (aussi appelée redoute Charton) est une redoute située à un kilomètre environ en arrière du fort[Lequel ?] et occupe une position qui aurait pu être stratégique pour le bombardement de la place forte touloise. La fortification est désarmée en 1882.

## Historique
Sa construction a été décidée à la fin de 1874 pour parer aux retards de construction du fort[Lequel ?]. En cours de construction en février 1875, elle est donc antérieure aux redoutes dites « de la panique » qui ont été bâties après avril-mai 1875, quand Bismarck, inquiet de la réorganisation militaire de la France, laissait entendre que l’Allemagne pourrait engager une guerre préventive.
Elle abritait en 1880 des pièces de rempart et une pièce sous casemate Haxo. Elle accueillait un canon de 164,7 de marine, protégé par une levée de terre et quelques murs en maçonnerie.